# Ásgeir Ásgeirsson
Pour les articles homonymes, voir Ásgeirsson.
Ásgeir Ásgeirsson (13 mai 1894 - 15 septembre 1972) est un homme d'État islandais. Il était président de l'Islande de 1952 à 1968 et Premier ministre entre 1932 et 1934, en tant que dirigeant du Parti du Progrès de 1932 à 1933.

## Biographie
Ásgeir Ásgeirsson suit des études de théologie à l'université d'Islande à Reykjavik et en sort diplômé avec mention en 1915. À cause de son jeune âge, il ne peut être ordonné tout de suite.
Ásgeirsson est élu au Parlement islandais (Althing) en 1923 sous la bannière du Parti du progrès (Framsóknarflokkurinn). 
En tant que président du Parlement, il s'exprime à Þingvellir en 1930 lors de la célébration du millénaire de l'Alþingi. Ásgeirsson devient ministre des Finances en 1931, puis Premier ministre entre le 3 juin 1932 et le 28 juillet 1934. Il quitte le Parti du Progrès en 1934 et continue à se faire élire en candidat indépendant jusqu'en 1952 au Parlement.
En 1952, Ásgeirsson est élu président d'Islande. Il est réélu sans opposition en 1956, 1960 et 1964 avant de laisser sa place en 1968 à Kristján Eldjárn.

## Distinctions
- Grand-croix de l'ordre de Saint-Olaf